# JR東日本ステーションサービス
株式会社JR東日本ステーションサービス（ジェイアールひがしにほんステーションサービス、英文社名：JR East Station Service Co., Ltd.）は、東日本を中心として駅業務、研修業務および運輸収入管理業務等を受託する鉄道業務受託事業者（ステーションサービス）である。愛称はJESS（ジェス）。コーポレートカラーは緑色。東日本旅客鉄道（JR東日本）の完全子会社（連結子会社）であり、同社より駅業務並びに、営業研修センターや運輸収入センターの運営業務を受託している。

## 沿革
- 2013年（平成25年）4月1日：株式会社東日本環境アクセス（現：JR東日本環境アクセス）の「駅業務事業部門」を新設分割する形で設立[2]。
  - 148駅を受託。
- 2014年（平成26年）4月1日：JR東日本営業研修センターの業務を受託。
- 2015年（平成27年）
  - 2月1日：JR東日本運輸収入センターの業務を受託。
  - 7月1日：JR東日本グループ事業の再編に伴い、JR東日本高崎支社、水戸支社、千葉支社の駅業務を受託し、7支店を開設。JR東日本の地区エリアに合わせた駅務管区制の導入。
  - 200駅を受託。
- 2017年（平成29年）5月24日：本社をメトロポリタンプラザビルから南新宿277ビルに移転。
- 2018年（平成30年）：300駅を受託。
- 2020年（令和2年）：高輪ゲートウェイ駅を開業後、業務受託。
- 2021年（令和3年）：本社事務所が現在地に移転する。

## 事業内容
- 主にJR東日本の首都圏本部、横浜、八王子、大宮、高崎、水戸、千葉の首都圏を中心とした1本部6支社管内の駅業務を担当している。
  - 鉄道事業の駅業務等の受託事業
  - 社員等の教育研修に関する事業
  - 採用、人事、勤務、人材育成、総務に関する業務等の受託事業
  - 鉄道事業における各種清算及び計算事務等の受託事業
  - 飲食料品、酒類、医薬品、化粧品、日用品雑貨等の小売業又はその受託事業
  - 上記に付随する一切の事業

2015年6月30日までは、千葉支社管内はJR千葉鉄道サービス、水戸支社管内はJR水戸鉄道サービス、高崎支社管内はJR高崎鉄道サービスの管轄となっていたが、2015年7月1日付けで同社に集約（吸収分割等ではなく、JR東日本が委託契約先を同社に切り替えた）。またそれに合わせて、千葉支店・水戸支店・高崎支店が設立された。

## 駅業務
JR東日本の首都圏エリア（首都圏本部・横浜・八王子・大宮・千葉・水戸・高崎各支社管内）の駅業務を運営しており、旅客への案内やきっぷの精算を主として行う改札業務や、きっぷや定期券の発売等を行うみどりの窓口での業務、身体の不自由な旅客のサポートを行う業務、遺失物承り所や終着駅における車内点検など、駅における業務全般を行っている。また、東京駅では湘南ライナーにおいてドアコックを用いたドア扱いを、同列車が廃止になるまで行なっていた。業務全般を行う一括受託駅では改札口での改札業務や、みどりの窓口での出札業務、ホーム上での安全確認業務を行う。また、一部の業務を行う一部委託業務である、東京駅・新宿駅・大宮駅・上野駅・品川駅・立川駅・横浜駅といった駅では改札口・みどりの窓口の業務を受託する形で運営を行っている。更に2019年3月以降、秋葉原駅や高田馬場駅、吉祥寺駅や恵比寿駅、新大久保駅や御徒町駅、有楽町駅を始めとする、乗降客数の多い駅を一括受託した他、新たに開業した高輪ゲートウェイ駅を全面的に受託するなどその範囲は年々広がっている。2020年10月現在の受託駅数は330駅以上である。駅務管区制を採用している。

## 本社
本社には、経営企画部、駅業務部、総務部、監査室がある。

## 受託駅

### 東京支店
- 東京駅
  - 八重洲地下中央口
  - 八重洲北口（同出札窓口を含む。2019年7月1日受託）
  - 丸の内地下南口
  - 丸の内地下北口
  - 日本橋口
  - 新幹線北乗換口（乗換出札窓口を含む。2014年7月1日受託）
  - 新幹線南乗換口（乗換出札窓口を含む。2013年6月1日受託）
- 八丁堀駅（2018年12月1日受託）
- 越中島駅（2018年12月1日受託）
- 高輪ゲートウェイ駅 （2020年3月14日受託）
- 大井町駅（2019年12月1日受託）
- 蒲田駅（南口、2018年6月1日受託）
- 西大井駅
- 五反田駅（2022年2月1日受託）
- 恵比寿駅（2021年2月1日受託）
- 渋谷駅
  - 玉川改札付近のお忘れ物承り所
- 新宿駅
  - 甲州街道改札
  - 新南改札
  - ミライナタワー改札
  - お忘れ物承り所
- 新大久保駅（2020年12月1日受託）
- 高田馬場駅（2019年11月1日受託）
- 目白駅（2017年5月15日受託）
- 池袋駅（お忘れ物承り所）
- 大塚駅（2017年5月15日受託）
- 駒込駅（2017年5月15日受託）
- 飯田橋駅
- 四ツ谷駅（赤坂口）
- 大久保駅
- 東中野駅
- 馬喰町駅（2018年10月1日受託）
- 新日本橋駅（2023年3月1日受託）
- 有楽町駅（2021年3月1日受託）
- 秋葉原駅（2019年3月1日受託）
- 御徒町駅（2020年3月1日受託）
- 上野駅
  - 入谷口
  - 公園口（2020年3月20日受託）
  - 不忍口（2020年3月20日受託）
  - 新幹線乗換口（1階乗換出札窓口を含む。2012年4月1日受託）
- 鶯谷駅（2017年4月10日受託）
- 上中里駅（2007年4月1日受託）
- 西日暮里駅（2022年4月1日受託）
- 王子駅
  - 中央口
  - 南口
- 赤羽駅（南口）
- 北赤羽駅
- 浮間舟渡駅
- 南千住駅
- 亀有駅（2018年3月20日受託）
- 北松戸駅
- 馬橋駅
- 北小金駅
- 南柏駅
- 柏駅（南口、2018年6月1日受託）
- 北柏駅
- 我孫子駅（一部）
- 天王台駅
- 南流山駅

### 横浜支店
- 川崎駅
  - 中央北改札（2019年11月1日受託）
  - 北改札（2018年2月17日受託）
- 横浜駅
  - 北改札
  - 南改札
  - 遺失物取扱所
- 大船駅
  - 北改札（2019年7月1日受託）
- 辻堂駅（2014年7月1日受託）
- 大磯駅（2015年7月1日受託）
- 二宮駅
- 鴨宮駅
- 早川駅（2007年4月1日受託）
- 矢向駅
- 鹿島田駅
- 平間駅
- 向河原駅
- 武蔵新城駅
- 津田山駅
- 久地駅
- 宿河原駅
- 中野島駅
- 稲田堤駅
- 大口駅（2012年5月15日受託）
- 鴨居駅
- 中山駅（2017年7月1日受託）
- 十日市場駅（2012年5月15日受託）
- 成瀬駅
- 古淵駅
- 淵野辺駅
- 矢部駅
- 相模原駅（2018年7月1日受託）
- 新子安駅（2013年6月1日受託）
- 石川町駅（2020年11月1日受託）
- 山手駅（2013年7月1日受託）
- 新杉田駅
- 洋光台駅（2013年6月1日受託）
- 港南台駅（2013年6月1日受託）
- 本郷台駅（2017年7月1日受託）
- 新川崎駅
- 保土ケ谷駅（2021年10月1日受託）
- 東戸塚駅（2019年7月1日受託）
- 北鎌倉駅（2018年7月1日受託）
- 東逗子駅
- 田浦駅
- 横須賀駅（2016年7月1日受託）
- 衣笠駅
- 久里浜駅（2016年7月1日受託）
- 北茅ケ崎駅
- 香川駅
- 寒川駅（2013年7月1日受託）
- 原当麻駅
- 上溝駅
- 南橋本駅

### 八王子支店
- 西府駅
- 矢川駅
- 谷保駅
- 西国立駅
- 北府中駅
- 新小平駅
- 新秋津駅
- 新座駅
- 相原駅
- 八王子みなみ野駅
- 片倉駅
- 吉祥寺駅（2018年12月1日受託）
- 三鷹駅（お忘れ物承り所）
- 武蔵小金井駅（お忘れ物承り所）
- 立川駅
  - 北改札
  - お忘れ物承り所
- 高尾駅（お忘れ物承り所)
- 相模湖駅（2019年4月1日受託）
- 藤野駅
- 上野原駅（2018年4月1日受託）
- 四方津駅
- 猿橋駅
- 勝沼ぶどう郷駅
- 山梨市駅（2017年4月1日受託）
- 石和温泉駅（2021年4月1日受託）
- 酒折駅
- 甲府駅（お忘れ物承り所）
- 塩崎駅
- 西立川駅
- 東中神駅
- 中神駅
- 昭島駅
- 牛浜駅
- 福生駅
- 羽村駅
- 小作駅
- 河辺駅（2021年2月1日受託）
- 東青梅駅
- 東秋留駅
- 秋川駅
- 武蔵引田駅
- 武蔵増戸駅
- 武蔵五日市駅（2018年4月1日受託）
- 北八王子駅
- 小宮駅
- 箱根ケ崎駅
- 金子駅
- 東飯能駅

### 大宮支店
- 西浦和駅（2018年4月1日受託）
- 東浦和駅（2018年11月1日受託）
- 越谷レイクタウン駅
- 吉川駅
- 新三郷駅
- 三郷駅（2013年5月1日受託）
- 北浦和駅（2019年2月1日受託)
- 蕨駅（2021年2月1日受託）
- 西川口駅（2017年6月1日受託）
- 与野駅（2013年5月1日受託）
- 大宮駅
  - 新幹線南乗換口・南乗換出札窓口・南改札（2014年11月1日受託）
  - 新幹線北乗換口・北乗換出札窓口・北改札（2018年10月1日受託）
- 土呂駅
- 東大宮駅（2019年3月1日受託）
- 白岡駅（2018年4月1日受託）
- 新白岡駅
- 東鷲宮駅（2019年7月1日受託）
- 栗橋駅（2022年2月1日受託）
- 野木駅
- 間々田駅
- 小山駅（一部）
- 自治医大駅（2013年5月1日受託）
- 石橋駅（2013年5月1日受託）
- 雀宮駅
- 岡本駅
- 氏家駅
- 片岡駅
- 矢板駅
- 野崎駅
- 西那須野駅（2013年5月1日受託）
- 黒田原駅
- 戸田駅
- 北戸田駅
- 中浦和駅
- 南与野駅
- 与野本町駅
- 北与野駅
- 日進駅
- 西大宮駅
- 指扇駅
- 南古谷駅（2021年12月1日受託）
- 西川越駅
- 的場駅
- 笠幡駅
- 武蔵高萩駅
- 鶴田駅
- 鹿沼駅
- 下野大沢駅
- 今市駅

### 千葉支店
- 新八柱駅（2020年3月1日受託）
- 東松戸駅（2015年10月20日受託）
- 市川大野駅（2020年3月1日受託）
- 浅草橋駅（西口は2007年4月1日受託、東口は2018年7月1日受託）
- 亀戸駅（北口は2020年4月1日受託、東口は2007年4月1日受託）
- 平井駅（2017年3月27日受託）
- 下総中山駅（2014年4月1日受託）
- 西船橋駅（一部）
- 東船橋駅（2014年11月20日受託）
- 津田沼駅（一部）
- 新検見川駅（2019年7月1日受託）
- 西千葉駅（2014年12月20日受託）
- 千葉駅（西口）
- 東千葉駅
- 都賀駅（2018年7月20日受託）
- 物井駅（2007年4月1日受託）
- 榎戸駅
- 八街駅（2017年10月20日受託）
- 日向駅
- 松尾駅
- 横芝駅
- 八日市場駅
- 干潟駅
- 旭駅（2015年10月20日受託）
- 飯岡駅
- 松岸駅
- 潮見駅（2014年10月20日受託）
- 市川塩浜駅（2007年4月1日受託）
- 二俣新町駅（2007年4月1日受託）
- 南船橋駅（2015年10月20日受託）
- 千葉みなと駅（2015年10月20日受託）
- 本千葉駅（2019年12月10日受託）
- 鎌取駅（2019年4月1日受託）
- 誉田駅（2015年10月20日受託）
- 土気駅（2014年4月1日受託）
- 永田駅
- 本納駅
- 新茂原駅
- 八積駅
- 太東駅
- 長者町駅
- 御宿駅
- 上総興津駅
- 安房小湊駅
- 浜野駅（2007年4月1日受託）
- 八幡宿駅（2014年4月1日受託）
- 姉ケ崎駅（2017年11月20日受託）
- 長浦駅（2014年4月1日受託）
- 袖ケ浦駅
- 巌根駅（2007年4月1日受託）
- 青堀駅
- 大貫駅（2014年10月20日受託）
- 佐貫町駅
- 上総湊駅
- 浜金谷駅
- 保田駅
- 岩井駅
- 富浦駅
- 千倉駅（2015年10月20日受託）
- 南三原駅
- 酒々井駅（2007年4月1日受託）
- 滑河駅
- 下総神崎駅
- 小見川駅（2014年12月20日受託）
- 下総松崎駅
- 安食駅（2014年10月20日受託）
- 小林駅
- 木下駅（2014年11月20日受託）
- 布佐駅（2007年4月1日受託）
- 新木駅
- 空港第2ビル駅（2020年12月1日受託）
- 東金駅（2014年11月20日受託）
- 求名駅

### 水戸支店
- 藤代駅（2019年7月1日受託）
- 牛久駅（2020年11月1日受託）
- ひたち野うしく駅
- 荒川沖駅（2018年4月10日受託）
- 神立駅（2016年7月1日受託）
- 高浜駅（2018年4月1日受託）
- 羽鳥駅（2019年7月1日受託）
- 岩間駅
- 内原駅
- 赤塚駅
- 佐和駅
- 東海駅
- 大甕駅
- 常陸多賀駅（2018年9月1日受託）
- 小木津駅
- 十王駅
- 磯原駅
- 大津港駅
- 勿来駅
- 植田駅
- 湯本駅（2018年4月1日受託）
- 内郷駅
- 四ツ倉駅
- 相馬駅（2017年2月受託）
- 常陸大宮駅（2015年7月1日受託）
- 磐城石川駅（2018年4月2日受託）
- 常陸太田駅
- 結城駅（2015年4月1日受託）
- 川島駅
- 玉戸駅
- 岩瀬駅
- 笠間駅（2015年4月1日受託）

### 高崎支店
- 毛呂駅（2019年8月1日受託）
- 群馬藤岡駅（2013年6月1日受託）
- 宮原駅（2017年7月1日受託）
- 北上尾駅
- 桶川駅（2021年3月1日受託）
- 北本駅（2018年9月1日受託）
- 北鴻巣駅
- 吹上駅（2017年11月20日受託）
- 行田駅
- 深谷駅（2018年4月23日受託）
- 岡部駅
- 神保原駅（2020年3月1日受託）
- 新町駅（2019年7月1日受託）
- 倉賀野駅
- 高崎駅（お忘れ物承り所）
- 高崎問屋町駅
- 井野駅
- 群馬総社駅
- 八木原駅
- 沼田駅（2019年11月1日受託）
- 栃木駅
- 佐野駅
- 足利駅（一部）
- 岩宿駅
- 国定駅
- 伊勢崎駅
- 駒形駅
- 前橋大島駅
- 北高崎駅
- 群馬八幡駅
- 磯部駅
- 横川駅

## 研修業務
JR東日本営業研修センター・大宮支社研修センターを運営。自社社員、JR東日本社員及びJR東日本グループの社員などを対象とした、様々な研修を実施している。

## 運輸収入管理業務
JR東日本全体の鉄道営業収入の確定、他のJR旅客会社・私鉄・旅行会社（AGT）との清算、駅やびゅうプラザなどの発売整理に係る問い合わせ、発売帳票の内容審査などの業務を行っている。